# Róg (jezioro)
Róg – jezioro w Polsce w województwie warmińsko-mazurskim, w powiecie giżyckim, w gminie Wydminy.

## Położenie
Jezioro leży na Pojezierzu Ełckim, w mezoregionie Wielkich Jezior Mazurskich, w dorzeczu Gawlik–Ełk–Biebrza–Narew–Wisła. Znajduje się około 25 km w kierunku wschodnim od Giżycka. Od strony wschodniej zbiornika wodnego wypływa niewielki ciek w kierunku jeziora Łękuk.
Brzegi miejscami są strome i wysokie, głównie jednak niskie, w otoczeniu pól i łąk. Na wschodzie znajduje się osada Róg Orłowski.
Jezioro leży na terenie obwodu rybackiego jeziora Łękuk w zlewni rzeki Ełk – nr 15. Jest wykorzystywane jako staw hodowlany o charakterze linowo-szczupakowym. Znajduje się na terenie Obszaru Chronionego Krajobrazu Puszczy Boreckiej o łącznej powierzchni 22 860,9 ha.
Jezioro stanowi siedlisko gatunku ujętego jako bliski zagrożenia w Polskiej czerwonej księdze roślin – grzybieni północnych Nymphaea candida, potwierdzone w latach 90. XX wieku.

## Morfometria
Według danych Instytutu Rybactwa Śródlądowego powierzchnia zwierciadła wody jeziora wynosi 22,0 ha. Średnia głębokość zbiornika wodnego to 2,1 m, a maksymalna – 3,8 m. Lustro wody znajduje się na wysokości 150,1 m n.p.m. Objętość jeziora wynosi 463,0 tys. m³. Maksymalna długość jeziora to 950 m a szerokość 500 m. Długość linii brzegowej wynosi 2400 m.
Inne dane uzyskano natomiast poprzez planimetrię jeziora na mapach w skali 1:50 000 według Państwowego Układu Współrzędnych 1965, zgodnie z poziomem odniesienia Kronsztadt. Otrzymana w ten sposób powierzchnia zbiornika wodnego to 20,0 ha, a wysokość bezwzględna lustra wody – 149,5 m n.p.m.